# Рокон (річка)
Рокон  (швед. Rokån) — річка на півночі Швеції, у лені Норрботтен. Довжина річки становить 55 км, площа басейну  — 228,8 км².   Середня річна витрата води — 2,39 м³/с. 
Більшу частину басейну річки — 81,48 % — займають ліси. Болота займають 14,5 % площі басейну, водня поверхня річок і озер — 1,44 %, території сільськогосподарського призначення — 2,53 %, інше — 0,53 %. 